# Iorque
Iorque (em inglês: York)) é uma cidade histórica murada na confluência dos rios Ouse e Foss em North Yorkshire, Inglaterra. É uma tradicional cidade do condado de Yorkshire, a qual dá o seu nome. Tem uma rica herança e tem servido de cenário para grandes eventos políticos na Inglaterra durante a maior parte de seus dois milênios de existência. Oferece uma grande variedade de atrações históricas, das quais a Catedral de Iorque é a mais proeminente, e uma variedade de atividades desportivas e culturais tornando-se um destino turístico popular para milhões de pessoas.
A cidade foi fundada pelos romanos como Eboraco em 71. Tornou-se a capital da província romana da Britânia Inferior, e mais tarde dos reinos de Nortúmbria e Iorque. Na Idade Média, Iorque cresceu como um importante centro de comércio de lã e tornou-se a capital da província eclesiástica do norte da Igreja da Inglaterra, um papel que manteve.
No século XIX, Iorque tornou-se um centro da rede ferroviária e um centro de fabricação de produtos de confeitaria. Nas últimas décadas, a economia da cidade passou a ser dominada por suas indústrias relacionadas com a estrada de ferro e confeitaria para aquela que presta serviços. A Universidade de Iorque e os serviços de saúde tornaram-se os principais empregadores, enquanto o turismo tornou-se um elemento importante da economia local.
A partir de 1996, o termo Cidade de Iorque descreve uma área da autoridade unitária que inclui áreas rurais, para além dos antigos limites da cidade. Em 2011, a área urbana tinha uma população de 153 717 habitantes, enquanto que em 2010 toda a autoridade unitária tinha uma população estimada em 202 400 pessoas.

## História

### Origem do nome
A palavra York (do dinamarquês antigo do século IX d.C. Jórvík) deriva do nome latinizado da cidade, apresentado diversas vezes como Eboraco, Eburacum ou Eburaci. A primeira menção de Iorque por este nome é datado de cerca de 95-104 d.C. como um endereço na ponta de uma tabuleta de madeira da fortaleza romana de Vindolanda, em Northumberland.
A toponímia de Eboraco é incerto, porque a língua da população indígena pré-romana nunca foi registrado. Acredita-se que eles tenham falado uma língua celta relacionada com o galês moderno. Acredita-se que Eboraco seja derivado da palavra britônica Eborakon, uma combinação de eburos "teixo" (cf. irlandês antigo ibar "teixo", galês efwr "amieiro espinheiro", bretão evor "amieiro espinheiro") e o sufixo *-āko(n) "lugar" (cf. galês -og) que significa qualquer "lugar dos teixos" (cf. efrog em galês, eabhrac no gaélico irlandês e eabhraig em gaélico escocês, nomes pelos quais a cidade é conhecida nessas línguas); ou menos provavelmente, Eburos, 'propriedade', que é um nome celta pessoal mencionado em diferentes documentos como Eβουρος, Eburus e Eburius, e que, combinado com o mesmo sufixo *-āko(n), poderia denotar uma propriedade.
O nome Eboraco tornou-se o anglicano Eoforwic no século VII: um composto de Eofor-, a partir do antigo nome, e -wic uma aldeia provavelmente por fusão do elemento Ebor- com uma origem germânica *eburaz (boar); por volta do século VII o inglês antigo para 'boar' havia se tornado eofor. Quando os viquingues dinamarqueses conquistaram a cidade em 866, seu nome tornou-se Jórvík.
Jórvík foi gradualmente modificado para Iorque (no original 'York'), nos séculos após a conquista normanda, que se transformou a partir do inglês médio Yerk no século XIV através de Yourke no século XVI para Yarke no século XVII. A forma York foi registrada pela primeira vez no século XIII. Muitos nomes de companhias e lugares, como a reunião da raça Ebor, referem-se ao nome romano. O arcebispo de Iorque usa Ebor como seu sobrenome em sua assinatura.

### História Antiga

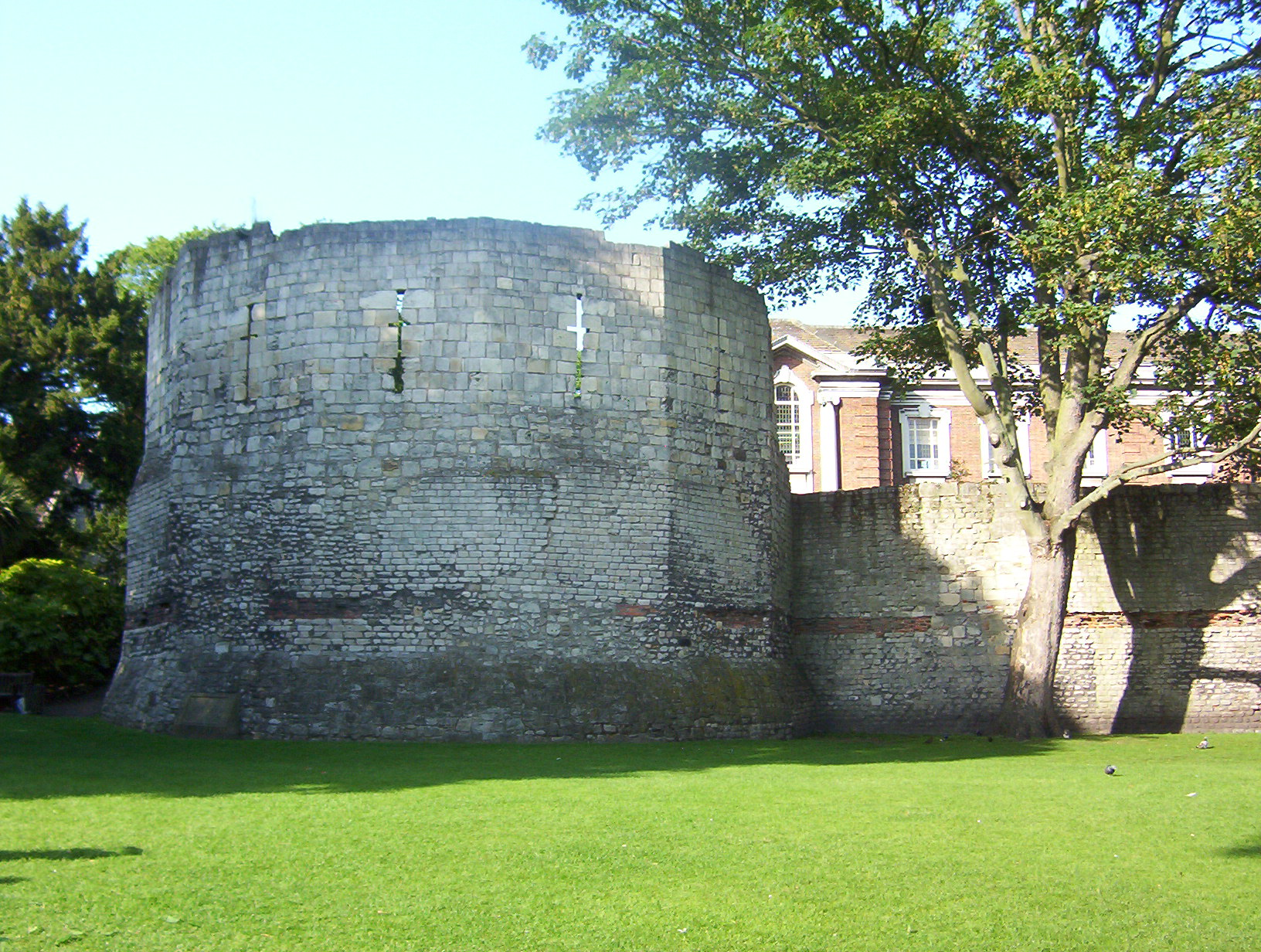
Muralha romana e a torre ocidental do canto de Eboraco. A metade superior é medieval.

Evidências arqueológicas sugerem que pessoas do Mesolítico se instalaram na região de Iorque entre 8000 e 7 000 a.C., embora não se saiba se seus assentamentos eram permanentes ou temporários. Na época da conquista romana da Britânia, a área foi ocupada por uma tribo conhecida pelos romanos como os Brigantes. A área tribal Brigantiana inicialmente tornou-se um estado-cliente romano, mas, mais tarde, seus líderes se tornaram mais hostis e a Nona Legião romana foi enviada ao norte do Humber em território Brigantiano.
A cidade foi fundada no ano de 71 d.C., quando a Nona Legião conquistou os Brigantes e construiu uma fortaleza militar de madeira em terreno plano acima do rio Ouse, perto da sua confluência com o rio Foss. A fortaleza, que mais tarde foi reconstruída em pedra, cobria uma área de 50 acres (0,20 km²) e era habitada por 6000 soldados. O local da fortaleza romana encontra-se sob os fundamentos da Catedral de Iorque, e escavações na cripta revelaram algumas das paredes originais.

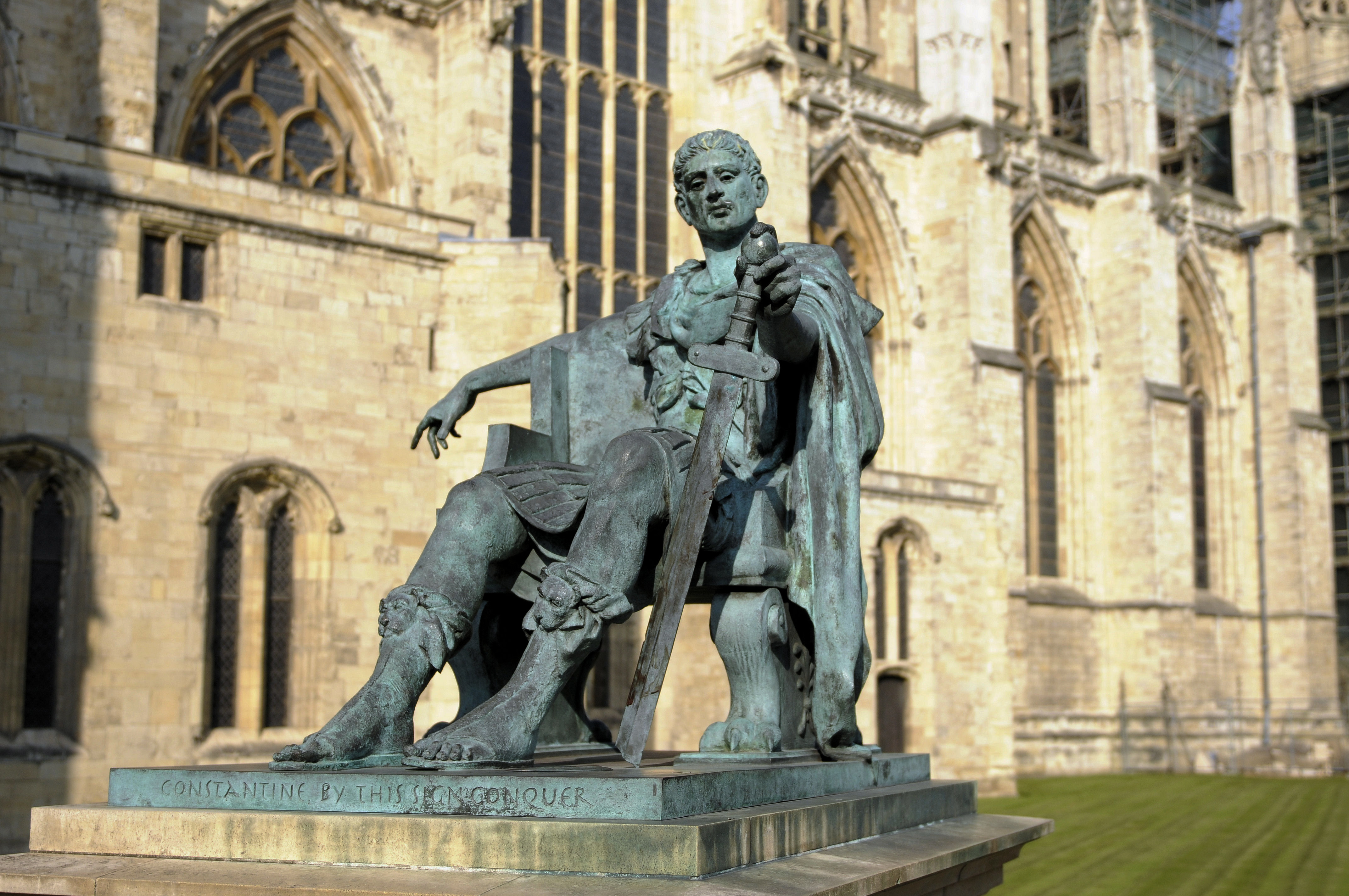
Estatua de Constantino, o Grande proclamado Imperador romano em Iorque, em 306.

Os imperadores Adriano, Sétimo Severo e Constâncio I mantiveram cortes na cidade durante suas várias campanhas. Durante sua estada, o imperador Severo proclamou Iorque capital da província da Britânia Inferior, e é provável que tenha sido ele quem concedeu a Iorque os privilégios de uma colônia ou cidade. Constâncio I morreu em 306 d.C., durante sua estadia em Iorque, e seu filho Constantino, o Grande foi proclamado imperador pelas tropas sediadas na fortaleza.
Enquanto a colônia e fortaleza romana estavam localizadas em terreno alto, por volta de 400 d.C. a cidade foi vítima de inundações periódicas dos rios Ouse e Foss e foi abandonada. Iorque declinou na era pós-romana, e foi tomada e restabelecida pelos Anglos no século V.
A recuperação das partes inundadas da cidade foi iniciada no século VII, sob o rei Eduíno de Nortúmbria, e Iorque se tornou sua principal cidade. A primeira catedral foi construída na cidade para o batismo de Eduíno, em 627. O rei ordenou que a pequena igreja de madeira fosse reconstruída em pedra, mas foi morto em 633 e a tarefa de completar a catedral de pedra coube a seu sucessor, Osvaldo. No século seguinte, Alcuíno de Iorque chegou à escola da catedral de Iorque. Teve uma longa carreira como professor e estudioso, primeiro na escola de Iorque, hoje conhecida como Escola de São Pedro, fundada em 627 d.C., e posteriormente como consultor líder de Carlos Magno em assuntos eclesiásticos e educacionais.
Em 866, Nortúmbria estava no meio de uma luta mortífera, quando os viquingues comandados por Ivar, o Desossado invadiram e capturaram a cidade. Sob o governo viquingue a cidade se tornou um importante porto fluvial, parte das extensas rotas comerciais viquingues em todo o norte da Europa. O último governante de uma Jórvík independente, Érico Machado-Sangrento, foi expulso da cidade no ano 954 pelo rei Edred em sua tentativa bem sucedida para completar a unificação da Inglaterra.

### Pós-conquista

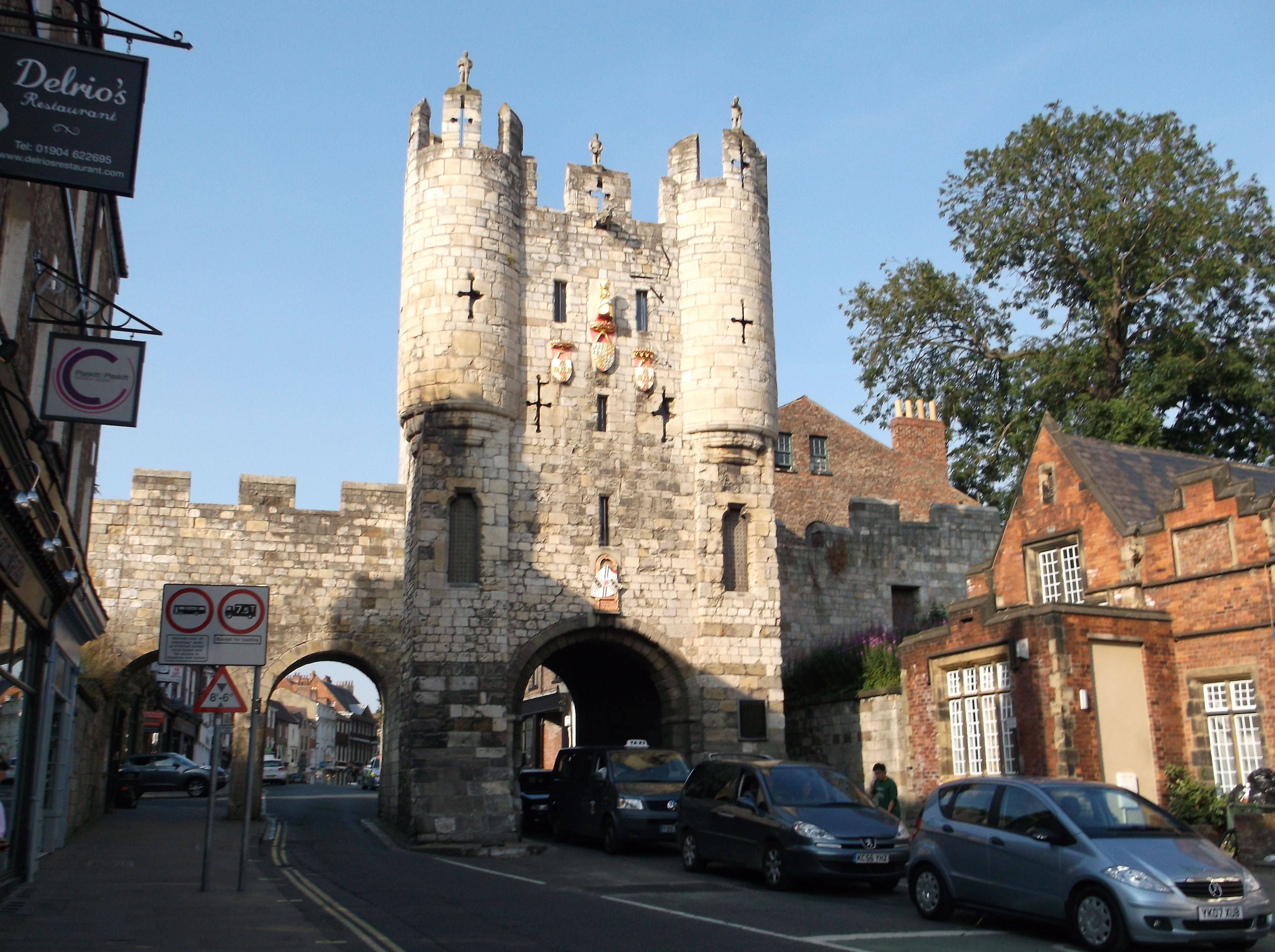
Micklegate – a cidade de Iorque é famosa por suas muralhas medievais.

Em 1068, dois anos após a conquista normanda da Inglaterra, o povo de Iorque se rebelou. Inicialmente, a rebelião foi bem sucedida, mas com a chegada de Guilherme, o Conquistador, a rebelião foi derrubada. Guilherme de uma só vez construiu duas fortalezas de madeira em mota, que são visíveis, em ambos os lados do rio Ouse. Iorque foi devastada por seu exército no saquear do Norte.
A primeira pedra da catedral foi seriamente danificada por um incêndio na insurreição e os normandos construíram uma catedral em um novo local. Em todo o ano de 1080 o arcebispo Thomas começou a construir o edifício que com o tempo tornou-se a atual catedral. No século XII Iorque começou a prosperar. Em 1190, o Castelo de Iorque foi o local de um infame massacre dos habitantes judeus, em que pelo menos 150 morreram (embora algumas autoridades coloquem um número tão alto quanto 500).

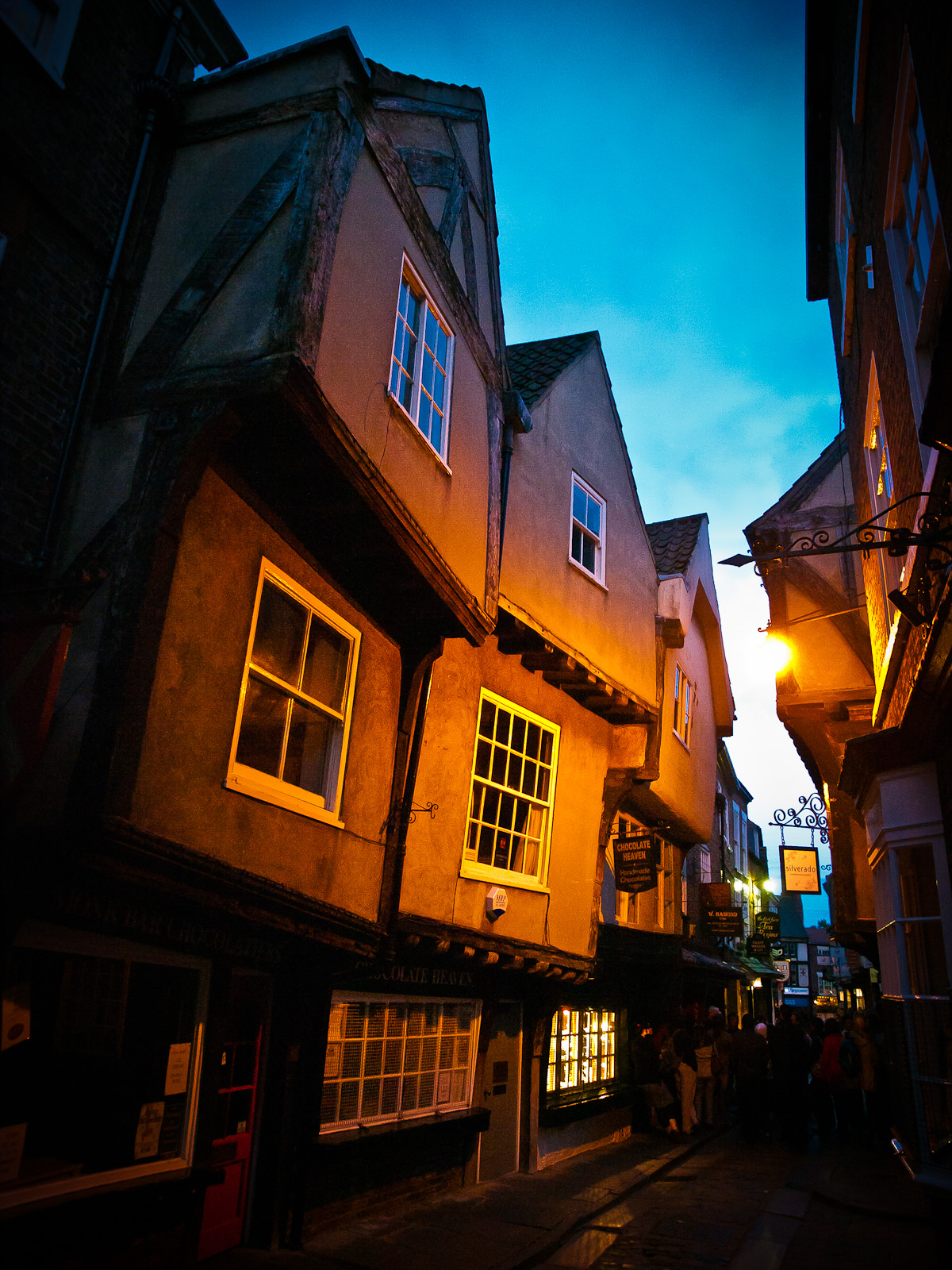
A balbúrdia, uma rua medieval em Iorque.

A cidade, por sua localização no rio Ouse e sua proximidade com a Great North Road, tornou-se um importante centro comercial. O rei João concedeu o primeiro foral da cidade em 1212, confirmando os direitos comerciais da Inglaterra e da Europa. Durante a Idade Média Tardia comerciantes de Iorque importaram vinhos da França, e pano, cera, lona, e aveia dos Países Baixos, madeira e peles do Báltico e exportaram grãos para Gasconha e grãos e lã para os Países Baixos. Iorque tornou-se um importante centro de fabricação de pano e de negociação. Eduardo I estimulou ainda mais a economia da cidade, usando-a como base para a sua guerra na Escócia. A cidade foi o local de agitação significativa durante a chamada Revolta dos Camponeses, e em 1381 adquiriu um grau crescente de autonomia do governo central, incluindo os privilégios concedidos por uma carta de Ricardo II, em 1396.

### Do século XVI ao XVIII

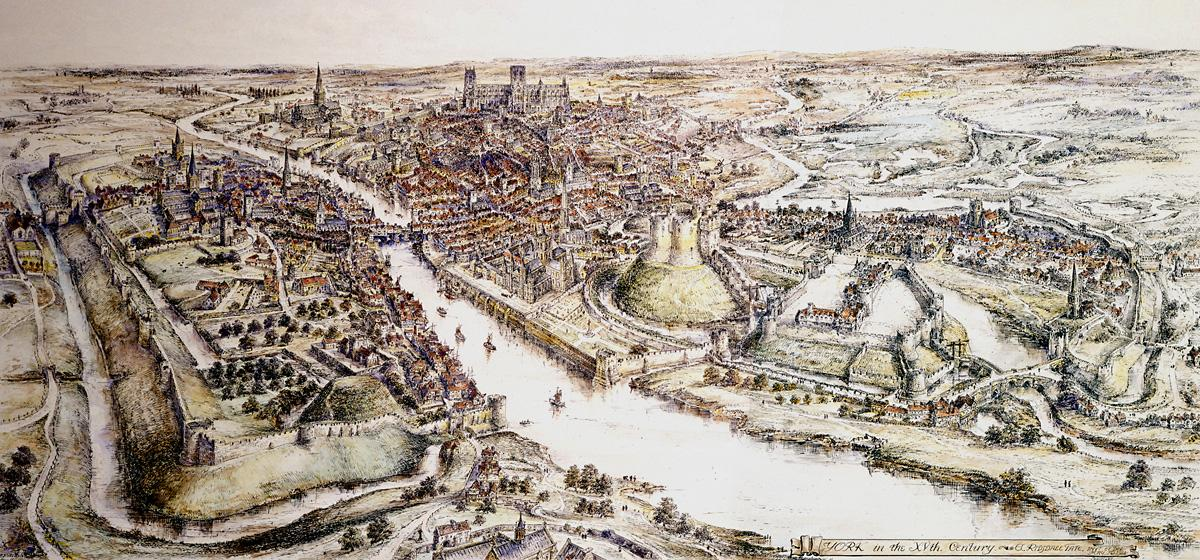
Uma vista panorama de Iorque no século XV por E Ridsdale Tate, o Castelo de Iorque esta no lado direito do rio, em frente a mota abandonada da Colina Baile.

A cidade passou por um período de declínio econômico durante a época dos Tudor. Sob Henrique VIII, a Dissolução dos Mosteiros viu o fim de muitas casas monásticas de Iorque, incluindo várias ordens de frades, os hospitais de São Nicolau e de São Leonardo, a maior dessas instituições no norte da Inglaterra. Isto levou à Peregrinação da Graça, um levante dos católicos do norte em Yorkshire e Lincolnshire contrários à reforma religiosa. Henrique VIII restaurou sua autoridade através da criação do Conselho do Norte, em Iorque, na dissolvida Abadia de Santa Maria. A cidade tornou-se um centro de comércio e serviços durante este período.
Guy Fawkes, que nasceu e foi educado na cidade, era um membro de um grupo de restauradores da Igreja Católica Romana que planejaram a Conspiração da pólvora. Seu objetivo era desalojar os protestantes explodindo as Casas do Parlamento, enquanto o rei Jaime I, todos os protestantes, e ainda mais a aristocracia católica e a nobreza estivessem presentes.
Em 1644, durante a Guerra Civil, os parlamentares sitiaram Iorque, e muitas casas medievais fora das muralhas da cidade foram perdidas. O barbacã em Walmgate Bar foi minado e explosivos foram colocados, mas, a conspiração foi descoberta. Na chegada do Príncipe Ruperto, com um exército de 15 000 homens, o cerco foi levantado. Os parlamentares recuaram cerca de 10 quilômetros de Iorque com Ruperto em perseguição, antes de combater seu exército e derrotá-lo na batalha de Marston Moor. Dos 15 000 soldados do príncipe, nada menos que 4000 foram mortos e 1500 capturados. O cerco foi renovado, mas a cidade não poderia resistir por muito tempo, e em 15 de julho rendeu-se a Sir Thomas Fairfax.
Após a restauração da monarquia, em 1660, e a remoção da guarnição de Iorque em 1688, a cidade foi dominada pela aristocracia e comerciantes, embora o clero ainda fosse importante. A concorrência de Leeds e Hull, em conjunto com o assoreamento do rio Ouse, resultaram em Iorque perdendo sua posição preeminente como centro comercial, mas o papel da cidade como centro social e cultural para os nortistas ricos estava em ascensão. Muitas mansões de Iorque, como a Mansion House da Prefeitura e a Fairfax House, datam deste período, assim como as salas de montagem, o Teatro Real, e o autódromo.

### História moderna

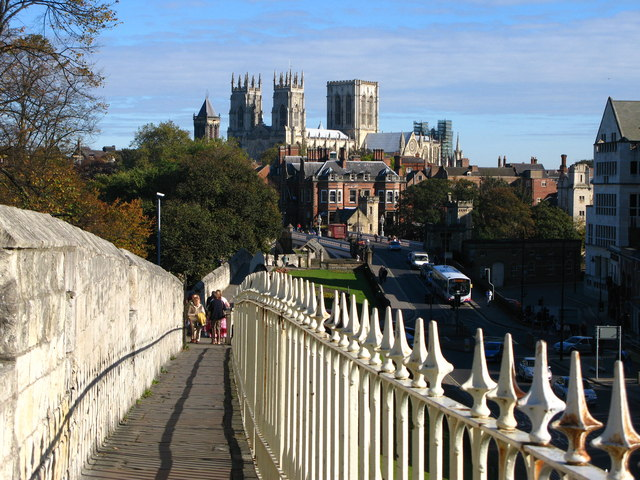
A Catedral vista pelas paredes da estação de estrada.

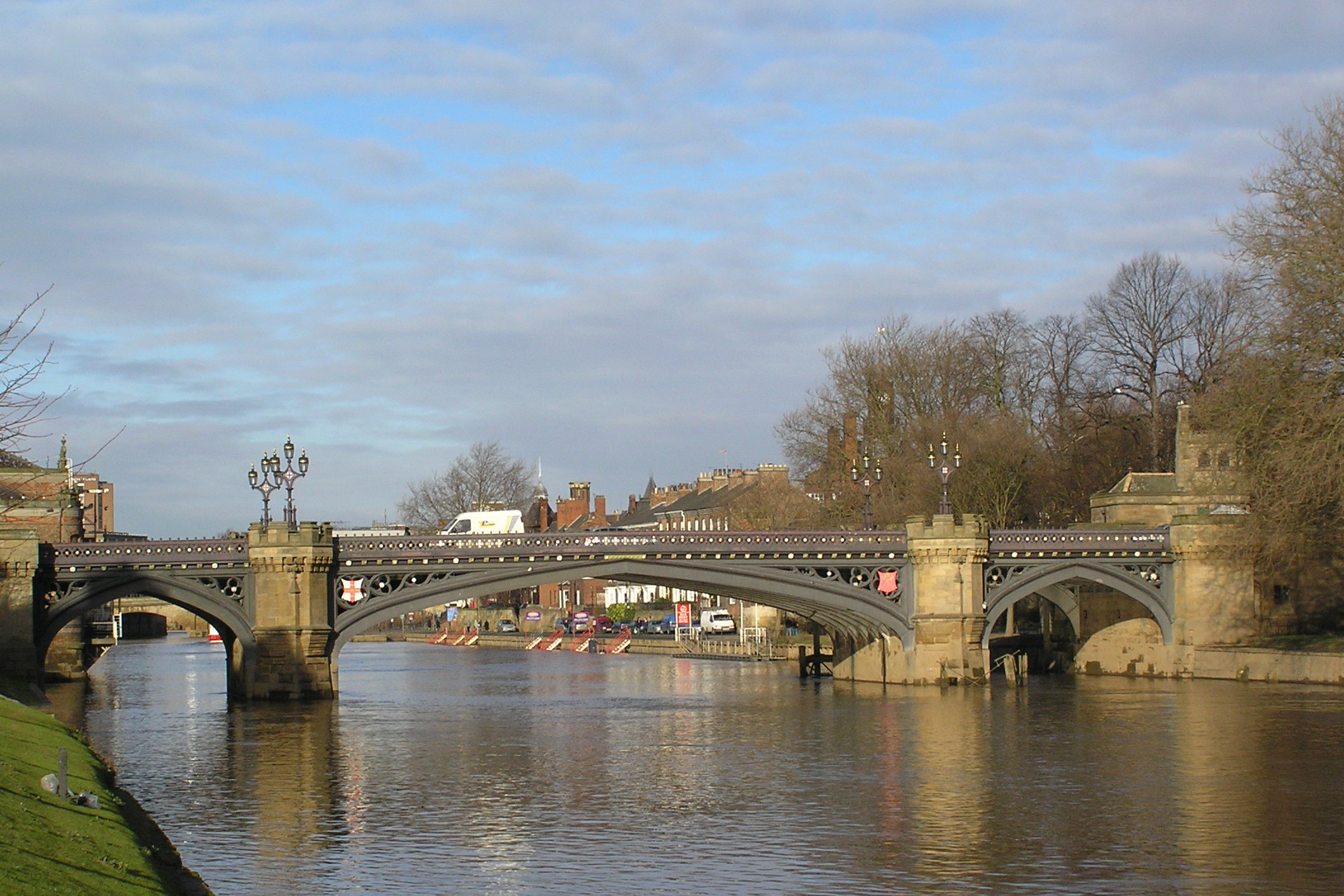
Ponte Skeldergate, Iorque

O promotor ferroviário George Hudson foi responsável por trazer a ferrovia para Iorque, em 1839. Embora a carreira de Hudson como empreendedor de trem tenha terminado em desgraça e falência, a promoção de sua própria empresa de transporte ferroviário, a York and North Midland Railway e de Iorque sobre Leeds, ajudou a estabelecer a cidade como um importante centro ferroviário pelo final da década de 1800.
A introdução das ferrovias estabeleceu a engenharia na cidade. Na virada do século XX, a estrada de ferro acomodada na sede e obras da North Eastern Railway, empregou mais de 5.500 pessoas. A ferrovia foi fundamental para a expansão da Rowntree's Cocoa Works. Foi fundada em 1862 por Henry Isaac Rowntree, que se juntou em 1869 com seu irmão, o filantropo Joseph. Outra fabricante de chocolate, Terry's of York foi uma grande empregadora. Em 1900, as estradas de ferro e confeitarias haviam se tornado duas principais indústrias da cidade.

## Política
De 1997 a 2010, a parte central do distrito foi coberta pelo círculo eleitoral da cidade de Iorque, enquanto o restante foi dividido entre os eleitores de Ryedale, Selby, e o Vale de Iorque. Estes círculos eleitorais foram representados por Hugh Bayley, John Greenway, John Grogan, e Anne McIntosh, respectivamente.
Após a revisão em 2003 de sua representação parlamentar em North Yorkshire, a Comissão Limite para Inglaterra recomendou a criação de dois novos postos para a cidade de Iorque, a tempo para a eleição geral em 2010. Estes são a Iorque Central, que abrange a área urbana interior, e é inteiramente cercada pelo círculo eleitoral da Iorque Exterior. Toda a área do conselho local e da cidade encontra-se dentro do círculo eleitoral de Yorkshire e Humber no Parlamento Europeu.